# Mulyorejo
Mulyorejo é um kecamatan (subdistrito) da cidade de Surabaia, na Província Java Oriental, Indonésia.

## Keluharan
Mulyorejo possui 6 keluharan:
- Kalijudan
- Mulyorejo
- Kalisari
- Dukuh Sutorejo
- Kejawan Putih Tambak
- Manyar Sabrangan